# 马尔谢阿卢瓦尔德
马尔谢阿卢瓦尔德（法語：Marché-Allouarde）是法国皮卡第大区索姆省的一个市镇，属于蒙迪迪耶区鲁瓦县。该市镇2009年时的人口为53人。

## 人口
马尔谢阿卢瓦尔德人口变化图示
| 数据来源：INSEE |